# ملانی مرکاسکی
ملانی مرکاسکی (انگلیسی: Melanie Merkosky؛ زادهٔ ۷ آوریل ۱۹۸۰) کارگردان فیلم، بازیگر و فیلم‌نامه‌نویس اهل کانادا است.
از فیلم‌ها یا برنامه‌های تلویزیونی که وی در آن نقش داشته‌است، می‌توان به پای آمریکایی: مسیر برهنه، جزیره هارپر،  دگردیسی، سلطنت زیبایی ۲۰۱۴ اشاره کرد.